# 斯特列利納
59°51′13″N 30°3′35″E / 59.85361°N 30.05972°E

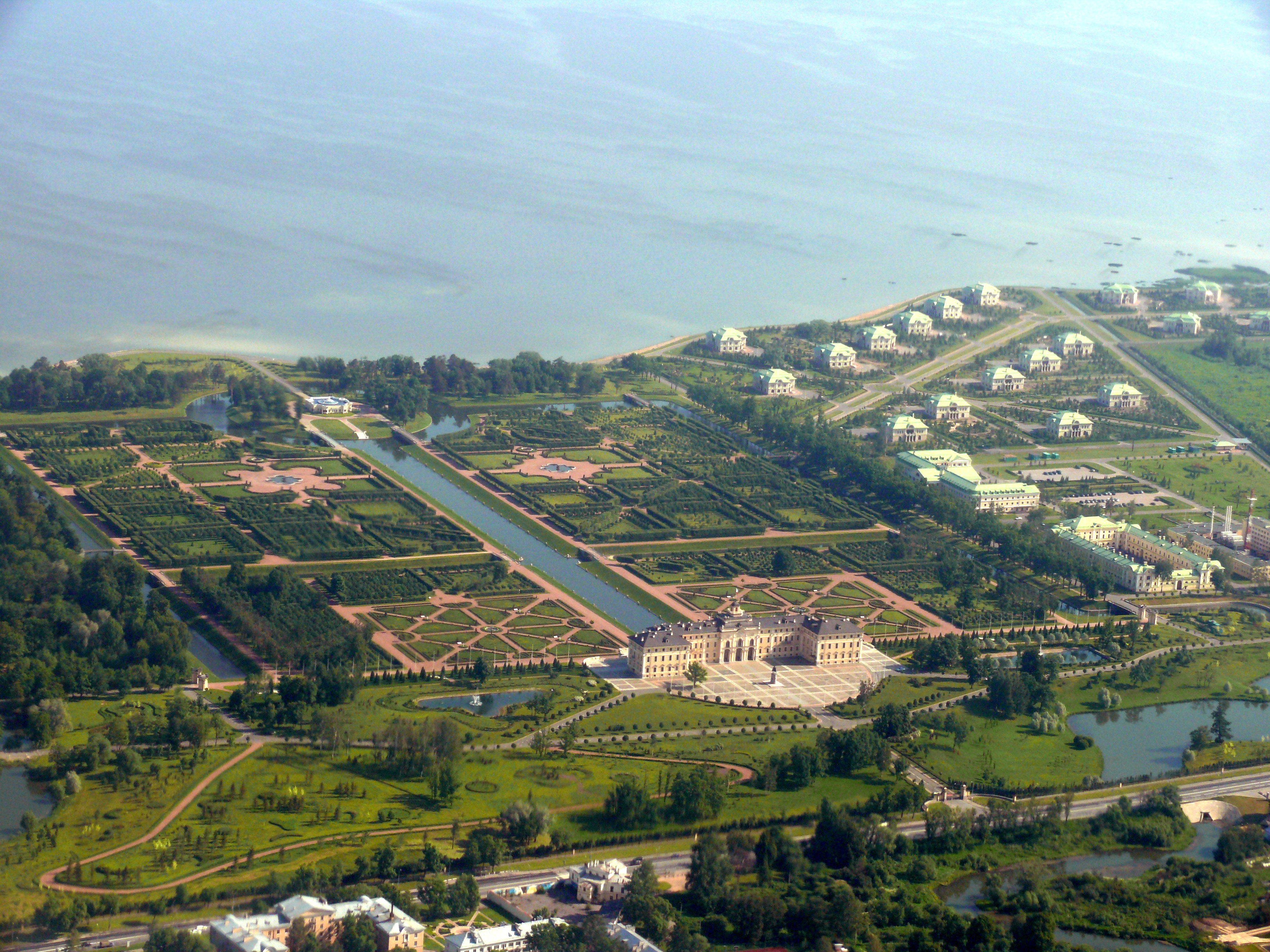
斯特列利納

斯特列利納（羅馬化：Strelna）是位於俄羅斯聖彼得堡郊外佩羅多特索伊區的一個居民點，在這裡可以遠眺芬蘭灣。2010年，斯特列利納有人口12,452人。斯特列利納曾是俄羅斯帝國沙皇的夏宮所在地。二戰期間，斯特列利納被德國佔領，皇宮在德國佔領之後一直處於荒廢狀態。2001年，斯特列利納開始修復，並成為俄羅斯總統在聖彼得堡的官邸。2013年G20峰會在斯特列利納的君士坦丁宫舉辦。2018年俄罗斯世界杯预选赛抽签仪式也在君士坦丁宫举行。